# Victor J. Glover
Victor Jerome Glover, né le 30 avril 1976 à Pomona en Californie, est un astronaute américain. Après une formation en ingénierie, il devient pilote d'avion de combat au sein de l'United States Navy, puis pilote d'essai. Au cours de sa carrière, il est déployé en Italie, au Japon ainsi que dans l'océan Pacifique. Il est sélectionné en 2013 par la NASA en tant que membre du groupe d'astronautes 21.
Membre assigné à la mission SpaceX Crew-1 pour un séjour de longue durée à bord de la station spatiale internationale, son retour s'est effectué le 2 mai 2021.

## Formation
Victor Glover est natif de Pomona en Californie. Il est diplômé de l'Ontario High School (en) à Ontario en Californie en 1994 puis obtient un Bachelor en science dans l'ingénierie générale de la California Polytechnic State University de San Luis Obispo en Californie en 1999. Il obtient ensuite un master en science dans l'ingénierie des vols d'essai de l'United States Naval Test Pilot School à Edwards en Californie en 2007, puis un master en science dans l'ingénierie des systèmes de la Naval Postgraduate School à Monterey en 2009, et un master dans la science des opérations militaires à l'Air University à Montgomery en Alabama en 2010.

## Débuts professionnels
Il s'engage dans l'United States Navy et commence son entraînement de pilote à Pensacola en Floride, puis complète sa formation avancée à Kingsville au Texas en décembre 2001. Il produit un rapport sur l'escadron VMFAT-101 à Miramar en Californie puis une fois sa formation sur F/A‐18C Hornet complétée il est assigné à l'escadron VFA-34, les Blue Blasters à la base aéronavale d'Oceana en Virginie. Il participe alors au déploiement final du porte-avion USS John F. Kennedy en soutien de l'Opération Liberté Irakienne, et complète un certificat sur les systèmes spatiaux à la Naval Postgraduate School. Il est ensuite sélectionné pour être formé à la United States Naval Test Pilot School. Durant sa formation d'un an il pilotera une trentaine d'avions aux États-Unis et en Italie. Il devient finalement pilote d'essai le 9 juin 2007. Il rejoint ensuite l'escadron VX-31 (en), les « Dust Devils », à China Lake en Californie, testant plusieurs systèmes d'arme sur F/A‐18 Hornet, Super Hornet et EA‐18G Growler. En 2009 il est envoyé poursuivre ses études au Air Command and Staff College à la Maxwell Air Force Base en Alabama. Après son diplôme, il est assigné à l'escadron VFA-195 (en), les « Dambusters » à Atsugi au Japon en tant que chef de département, où il est déployé trois fois dans l'océan Pacifique. En 2012 il est sélectionné pour une bourse universitaire à Washington DC au bureau des affaires législatives, où il travaille pour le sénateur John McCain. Il complète alors un certificat en études législatives à l'université de Georgetown.
Au cours de sa carrière militaire, il accumule 3 000 heures de vol sur plus de 40 avions, dont plus de 400 appontage au cours de 24 missions de combat.

## Astronaute
En juin 2013 il est sélectionné en tant qu'un des 8 membres du groupe d'astronautes 21 de la NASA. Il apprend le fonctionnement des systèmes de la station spatiale internationale, le pilotage d'avions T-38 Talon et la manipulation du bras robotique Canadarm 2. Il est également formé aux sorties extravéhiculaires (EVA), apprend le russe et la survie en milieu sauvage et en haute mer. Il complète son entraînement d'astronaute candidat en juillet 2015.

### Expéditions 64/65
Il est assigné à SpaceX Crew-1 en tant que pilote, le premier vol opérationnel du vaisseau Dragon 2 de SpaceX, afin de participer aux expéditions 64 et 65 pour un séjour de 6 mois à bord de la station spatiale internationale. Il deviendra le premier afro-américain à séjourner pour une mission de longue durée à bord de la station. Durant cette mission il participe a des contacts radio amateurs avec le projet ARISS depuis la station avec l'indicatif radio amateur ZS6JON. Le 2 mai 2021, il participe au premier amerrissage de nuit depuis Apollo 8.

### Artemis II
En décembre 2020, il est sélectionné pour faire partie de l'équipe Artemis puis en 2023 comme pilote du vaisseau Orion, la première mission habitée du programme, Artemis II.

## Vie privée
Il est marié et a 4 enfants.

## Distinctions
Il reçut plusieurs prix au cours de sa carrière dont :
- Ontario High School athlete of the year (1994)
- Service to the Community Award and community service notation on transcripts de la California Polytechnic State University
- Distinguished Graduate and Regimental Commander de l'U.S. Navy Officer Candidate School
- Onizuka Prop Wash Award de l'United States Air Force Test Pilot School
- Distinguished Graduate de l'Air Command and Staff College
- Named one of Jet Magazine’s inaugural 40 under 40 (2013)
- Navy Commendation Medal
- 2 Navy and Marine Corps Achievement Medal